# Surface hors œuvre brute
Pour les articles homonymes, voir Surface.
 (novembre 2008).

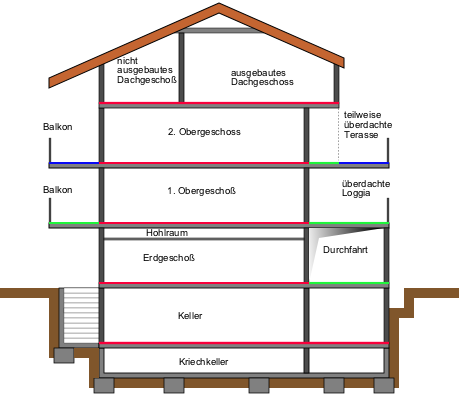
Surface hors œuvre brute

La surface hors œuvre brute (SHOB) des constructions est égale à la somme des surfaces de chaque niveau, des surfaces des toitures-terrasses, des balcons ou loggias et des surfaces non closes situées au rez-de-chaussée, y compris l’épaisseur des murs et des cloisons.
- Sont compris les combles et sous-sols, aménageables ou non, les balcons, les loggias et toitures-terrasses.
- Ne sont pas compris les éléments ne constituant pas de surface de plancher, comme les terrasses non couvertes de plain-pied avec le rez-de-chaussée, les saillies à caractère décoratif, les vides (trémies d'ascenseur ou d'escalier, rampes d'accès).

## Remplacement de la SHOB par la surface de plancher
À la suite de la réforme de l'urbanisme annoncée en mai 2011, en application de la loi Grenelle 2 de 2010, le calcul de la surface dite « surface de plancher » a remplacé depuis le 1er mars 2012 la surface hors œuvre brute (SHOB) et la surface hors œuvre nette (SHON). Cette prise en compte déclarative de la somme des surfaces de plancher des constructions closes et couvertes, comprises sous une hauteur de plafond supérieure à 1,80 m et calculée à partir du nu intérieur des façades « incitera, selon le ministre Benoist Apparu, à une bonne isolation et permettra de dégager un bonus en termes de constructibilité de l'ordre de 10 % »[réf. souhaitée].
Avant cela, l'obligation de compter l'épaisseur des murs extérieurs dans le calcul de la SHON encourageait les demandeurs à préférer des murs peu épais et donc moins solides ou isolant mal l'habitation.

## Sources

### Textes de référence SHON/ SHOB
- Article R 112-2 du Code de l'urbanisme[3]
  - Décret no 76-276 du 29 mars 1976, Journal officiel du 30 mars 1976 date d'entrée en vigueur 1er avril 1976[4] ;
  - Décret no 77-739 du 7 juillet 1977, Journal officiel du 8 juillet 1977[5] ;
  - Décret no 87-1016 du 14 décembre 1987 art. 1, Journal officiel du 19 décembre 1987
  - Décret no 88-1151 du 26 décembre 1988 art. 1 Journal officiel du 28 décembre 1988 en vigueur le 1er janvier 1989
  - Décret no 2000-1272 du 26 décembre 2000 art. 1 Journal officiel du 28 décembre 2000)
  - Décret no 2006-555 du 17 mai 2006 art. 10, Journal officiel du 18 mai 2006 en vigueur le 1er janvier 2007

### Sources générales
- Circulaire no 90-80 du 12 novembre 1990
- Circulaire no 99-49 du 27 juillet 1999